# Tjitjak
De tjitjak (Hemidactylus frenatus) is een hagedis die behoort tot de gekko's (Gekkota) en de familie Gekkonidae.
De gekko heeft een zeer groot verspreidingsgebied en komt in verschillende werelddelen voor. Het is van oorsprong een bosbewoner maar de tjitjak schuwt de mens niet en komt veel voor bij huizen. De tjitjak dankt zijn naam aan de geluiden die worden gemaakt om de andere sekse te lokken.

## Naam en indeling
De wetenschappelijke naam van de soort werd voor het eerst voorgesteld door Hermann Schlegel in 1836. Oorspronkelijk werd de soort beschreven als Hemidactylus javanicus door Leopold Fitzinger in 1826. Deze naam wordt echter beschouwd als een nomen nudum en wordt niet meer erkend. De soort is later wel onder andere geslachtsnamen beschreven zoals Gecko en het niet langer erkende geslacht Pnoepus.
De naam 'tjitjak' dankt de gekko aan het geluid dat gemaakt wordt om de andere sekse te lokken in de voortplantingstijd. Dit geluid wordt in Aziatische landen waar de hagedis voorkomt ook wel tjitjak (Moderne Maleise spelling: cicak) genoemd, dat van het geluid dat ze voortbrengen -"tjik-tjak"- is afgeleid. De soortaanduiding frenatus betekent vrij vertaald 'voorzien van een teugel' en slaat op de donkere strepen aan weerszijden van de kop.

## Uiterlijke kenmerken
De tjitjak is meestal beige tot bruin, soms witgrijs, en heeft kleine, donkere vlekjes op de rug. De huidflapjes op de tenen zijn breder dan die van de meeste Hemidactylus- soorten, de staart is licht gebandeerd. De dunne huid is enigszins doorzichtig, de ogen zijn relatief groot zoals bij wel meer gekko's. De meeste exemplaren worden niet groter dan 16 centimeter inclusief staart.
In tegenstelling tot veel andere gekko's heeft deze soort wel huidflapjes over de tenen maar geen duidelijk zichtbare hechtlamellen. De tenen zijn hierdoor smaller en daaraan heeft de gekko de naam te danken: hemi betekent half en dactylus betekent teen.

## Levenswijze

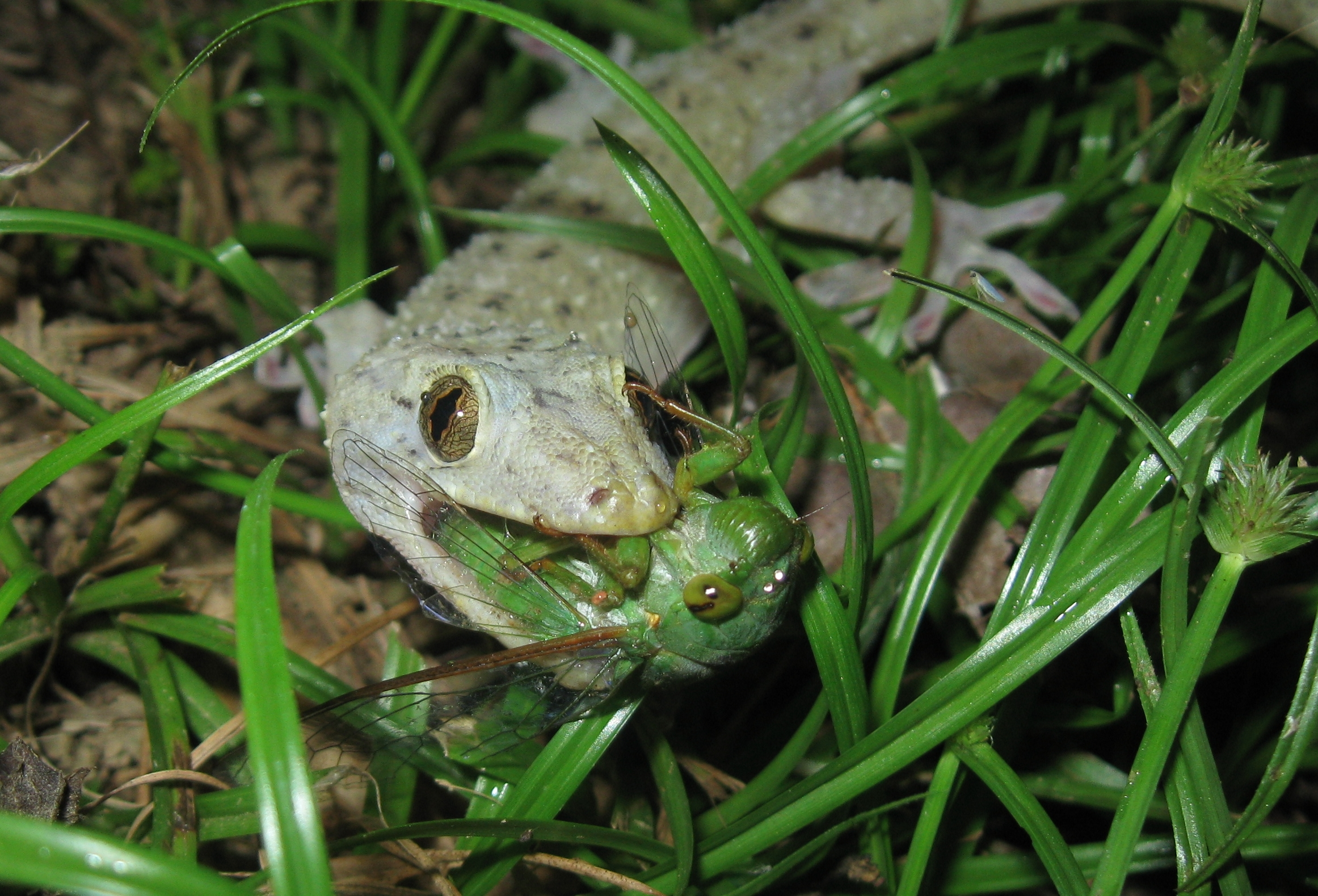
Een tjitjak eet een cicade

Het voedsel van deze doorgaans in bomen levende gekko bestaat uit insecten, spinnen en kleinere gekko's. Dankzij de hechtkussentjes onder de poten kunnen ze tegen gladde, verticale muren opklimmen en ondersteboven hangen aan plafonds. De hagedis heeft de mogelijkheid om zijn staart af te werpen indien hij wordt gegrepen door een aanvaller. Hij heeft een eigen jachtgebied, dat hij ook verdedigt.
De tjitjak is een kleine en snelle soort die zich zeer goed af kan platten en overal tussen kruipt. Bij vakanties in verre landen zijn het vaak deze diertjes die bij het inpakken overal tevoorschijn komen; tussen de was, autobekleding en in schoenen.

## Verspreiding en habitat

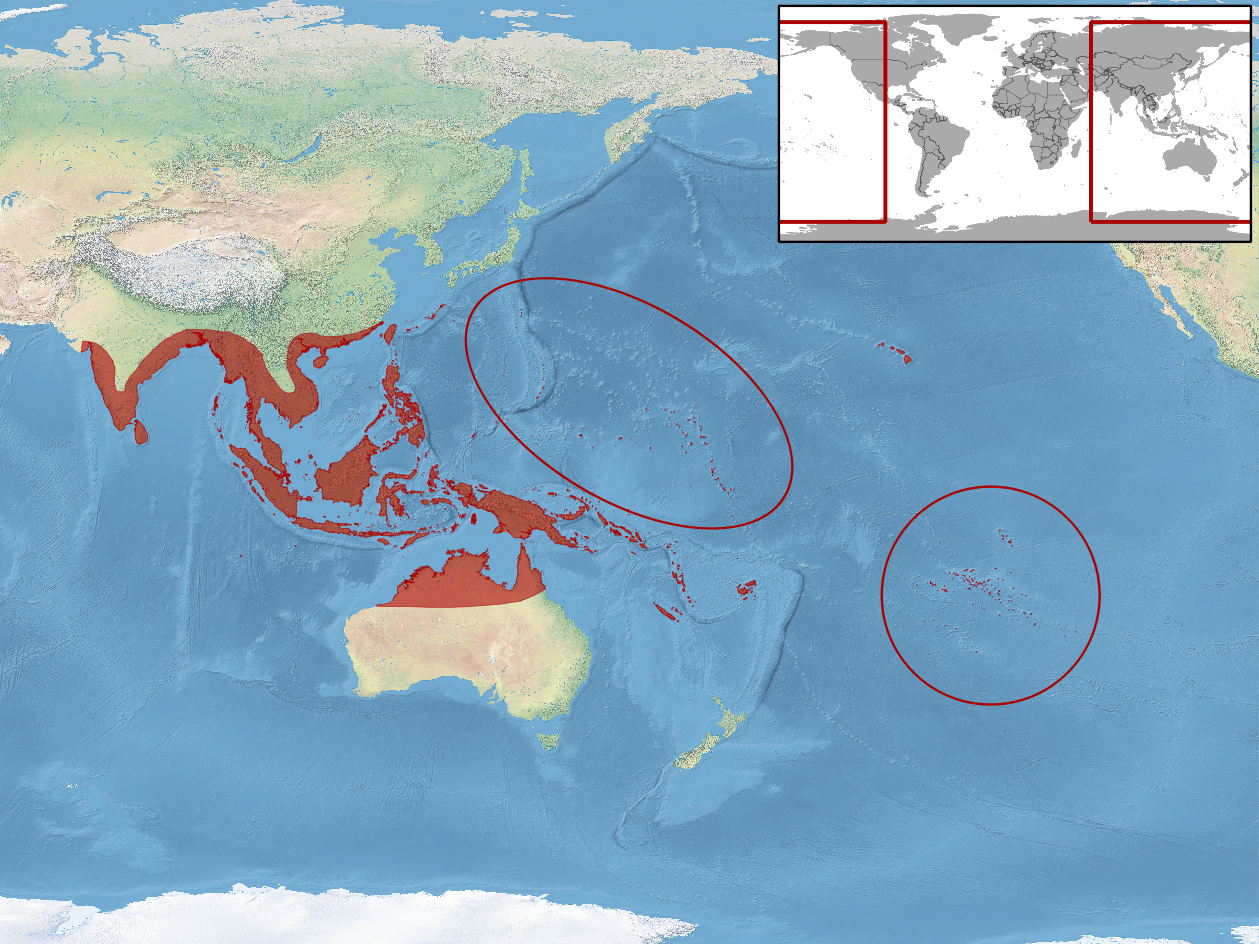
Verspreidingsgebied binnen Azië en Oceanië in het rood

De tjitjak heeft een enorm verspreidingsgebied en komt in grote delen van de wereld voor. In Azië leeft de soort in de Filipijnen, Japan, Palau, Singapore, Nieuw-Guinea, Oost-Timor, Taiwan, China, Hongkong, India, Pakistan, Andamanen, Nicobaren, Bangladesh, Bhutan, Nepal, Sri Lanka, Maldiven, Maleisië, Myanmar, Vietnam, Thailand, Cambodja en Indonesië. In Afrika is de hagedis gevonden in Somalië, Kenia, Djibouti en Madagaskar inclusief de omliggende eilanden en eilandgroepen Mauritius, Réunion, Rodrigues, de Comoren (Mayotte), Nosy Be, Nosy Mitsio, de Seychellen en de Chagosarchipel.
In Oceanië is de soort bekend uit Australië, Samoa, Polynesië, Micronesië, Melanesië, Salomonseilanden, Nauru, Vanuatu, de Marianen en Tonga. In Nieuw-Caledonië en de Fiji-eilanden is de soort geïntroduceerd.
In Noord- en Zuid-Amerika is de tjitjak door de mens geïntroduceerd in de Verenigde Staten (Hawaï en Florida), Mexico, Belize, Cuba, Guatemala, Ecuador (Galapagoseilanden), Panama, Honduras, Costa Rica, Nicaragua, El Salvador, Venezuela, Suriname, Ecuador, Colombia, Sint Eustatius, Saba, Sint Maarten en Puerto Rico.
De habitat bestaat uit droge tropische en subtropische bossen, vochtige tropische en subtropische laaglandbossen, zowel vochtige als droge savannen en zowel hete als gematigde woestijnen. Ook in door de mens aangepaste streken zoals plantages en stedelijke gebieden kan de hagedis worden gevonden. De soort is aangetroffen van zeeniveau tot op een hoogte van ongeveer 1600 meter boven zeeniveau.
De gekko stelt niet veel eisen aan de leefomgeving, als er maar insecten en andere kleine ongewervelden zijn om te eten. Tjitjaks trekken zich weinig aan van mensen en profiteren van het kunstmatige licht in de gecultiveerde wereld waar insecten op afkomen. In veel landen worden hierdoor ze als bijzonder nuttig gezien, hoewel in de paartijd de dieren harde geluiden kunnen maken die tot overlast kunnen zorgen.

## Tjitjaks in een terrarium

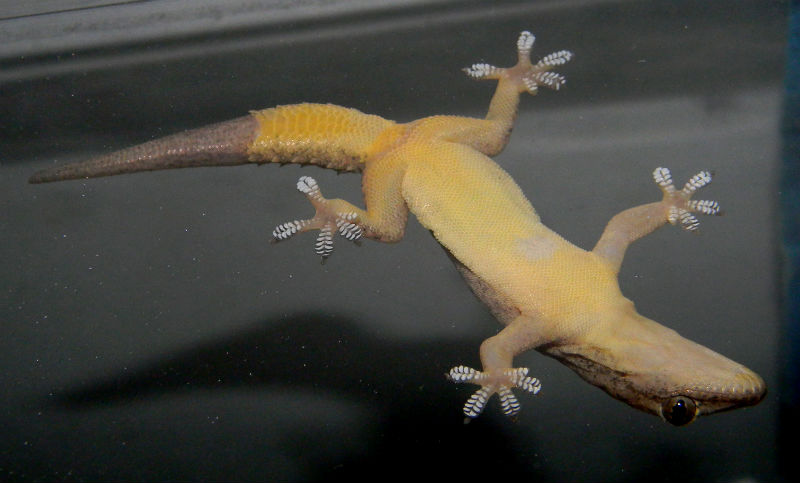
De tjitjak kan tegen glas omhoog klimmen

De tjitjak is een populair exotisch huisdier in een terrarium. De hagedis heeft een grote tolerantie als het gaat om de luchtvochtigheid en de temperatuur. Andere hagedissen krijgen huidproblemen bij een ongeschikte luchtvochtigheid en een afwijkende temperatuur in de sterke verschillen in de temperatuur gedurende hete zomers is voor sommige hagedissen fataal. De tjitjak wordt daarnaast niet zo groot en is een actieve soort.
Van veel reptielen is bekend dat ze elkaar bevechten tot de dood erop volgt maar een groepje tjitjak's is gemakkelijk te handhaven zonder dat de dieren elkaar aanvallen. Het terrarium moet voorzien zijn van schuilplaatsen zoals boomschorsdelen, een aantal opstaande takken, en enkele stenen op de bodem.

## In de cultuur
De gekko vormde in Maleisië de inspiratie voor de in december 2006 uitgekomen humoristische actiefilm Cicak Man. Hoofdrolspeler is de bekende Maleisische komiek Mohd Saifulazam b. Mohammad Yusoff, (geboren op 15 augustus 1969 in Gombak, Selangor, Maleisië), ook bekend als Saiful Azam Senario of Saiful Apek.

## Beschermingsstatus
Door de internationale natuurbeschermingsorganisatie IUCN is de beschermingsstatus 'stabiel', 'minst zorgelijk' toegewezen (Least Concern of LC).